# Capriccio nr. 6
Capriccio nr. 6 is een compositie van Leonardo Balada.
Deze zesde capriccio schreef hij voor klarinet en piano.  Hij haalde in april 2009 inspiratie uit vier menselijke gevoelens:
1. Enojo (boosheid)
2. Lágrimas (tranen)
3. Angustias (angst)
4. Escalofrios (huivering).

De componist vermeldde nog dat in tegenstelling tot de voorgaande capriccio’s hij hier de volksmuziekinvloeden geheel achterweg liet.
De eerste uitvoering vond plaats op 16 september 2012 voor Ivan Ivanov (klarinet) en Jacob Polakzyk (piano) te Pittsburgh. In 2014 namen leden van Ensemble Col Lego het op. 